# Mistrzostwa Europy w Koszykówce Mężczyzn 2007 (składy)
Składy finalistów Mistrzostw Europy w Koszykówce Mężczyzn w 2007 rozgrywanych w Hiszpanii.
 Chorwacja
Trener: Jasmin Repeša
Roko Ukić, Davor Kus, Marko Popović, Marin Rozić, Nikola Prkačin, Marko Tomas, Zoran Planinić, Mario Stojić, Damir Markota, Marko Banić, Mario Kasun, Stanko Barać
 Czechy
Trener: Zdeněk Hummel
Štěpán Vrubl, Pavel Beneš, Maurice Whitfield, Michal Křemen, Lukáš Kraus, Jiří Welsch, Ladislav Sokolovský, Luboš Bartoň, Radek Nečas, Petr Benda, Jakub Houška, Ondřej Starosta
 Francja
Trener: Claude Bergeaud
Joseph Gomis, Pape Badiane, Sacha Giffa, Yohann Sangare, Yakhouba Diawara, Tony Parker, Cédric Ferchaud, Florent Piétrus, Tariq Kirksay, Boris Diaw, Ronny Turiaf, Frédéric Weis
 Grecja
Trener: Panajotis Janakis
Teodoros Papalukas, Joanis Burusis, Nikos Zisis, Wasilis Spanulis, Panagiotis Vasilopoulos, Michalis Pelekanos, Nikos Chadziwretas, Dimos Dikudis, Konstantinos Tsartsaris, Dimitrios Diamantidis, Lazaros Papadopulos, Michalis Kakiouzis
 Hiszpania
Trener: Pepu Hernandez
Pau Gasol, Rudy Fernández, Carlos Cabezas, Juan Carlos Navarro, José Calderón, Felipe Reyes, Carlos Jiménez, Sergio Rodríguez, Berni Rodríguez, Marc Gasol, Alex Mumbrú, Jorge Garbajosa
 Izrael
Trener: Cewi Szerf
Dror Hagag, Moran Roth, Jotam Halperin, Li’or Elijjahu, Erez Markowicz, Jeron Roberts, Guy Pniny, Me’ir Tapiro, Matan Na’or, Ido Kozikaro, Janiw Green, Amit Tamir
 Litwa
Trener: Ramūnas Butautas
Rimantas Kaukėnas, Giedrius Gustas, Jonas Mačiulis, Darjuš Lavrinovič, Ramūnas Šiškauskas, Darius Songaila, Simas Jasaitis, Linas Kleiza, Kšyštof Lavrinovič, Šarūnas Jasikevičius, Paulius Jankūnas, Robertas Javtokas
 Łotwa
Trener: Kārlis Muižnieks
Uvis Helmanis, Aigars Vītols, Armands Šķēle, Jānis Blūms, Raimonds Vaikulis, Gatis Jahovičs, Sandis Valters, Pāvels Veselovs, Kaspars Cipruss, Raitis Grafs, Kristaps Janičenoks, Andris Biedriņš
 Niemcy
Trener: Dirk Bauermann
Mithat Demirel, Ademola Okulaja, Stephen Arigbabu, Robert Garret, Johannes Herber, Steffen Hamann, Demond Greene, Pascal Roller, Guido Grünheid, Patrick Femerling, Dirk Nowitzki, Jan-Hendrik Jagla
 Polska
Trener: Andrej Urlep
Bartłomiej Wołoszyn, Andrzej Pluta, Robert Skibniewski, Robert Witka, Filip Dylewicz, Radosław Hyży, Adam Wójcik, Kamil Pietras, Szymon Szewczyk, Iwo Kitzinger, Przemysław Frasunkiewicz, Łukasz Koszarek
 Portugalia
Trener: Walentyn Mielniczuk
Miguel Minhava, Mário-Gil Fernandes, Sérgio Ramos, Paulo Cunha, Francisco Jordão, Filipe da Silva, Joao Gomes, Jorge Coehlo, Paulo Simão, Elvis Evora, Miguel Miranda, Joao Santos
 Rosja
Trener: David Blatt
Nikita Szabałkin, Jon Robert Holden, Siergiej Bykow, Andriej Kirilenko, Nikita Morgunow, Piotr Samojlenko, Wiktor Chriapa, Zachar Paszutin, Siergiej Monia, Anton Ponkraszow, Aleksiej Sawrasienko, Nikołaj Padius
 Serbia
Trener: Zoran Slavnić
Miloš Teodosić, Branko Cvetković, Vuk Radivojević, Zoran Erceg, Dragan Labović, Stefan Marković, Marko Jarić, Darko Miličić, Nemanja Aleksandrov, Novica Veličković, Milenko Tepić, Milan Gurović
 Turcja
Trener: Bogdan Tanjević
Ender Arslan, Ermal Kurtoğlu, Engin Atsür, Cenk Akyol, Ersan İlyasova, Semih Erden, İbrahim Kutluay, Hakan Demirel, Kerem Gönlüm, Mehmet Okur, Kaya Peker, Hidayet Türkoğlu
 Włochy
Trener: Carlo Recalcat
Marco Belinelli, Gianluca Basile, Stefano Mancinelli, Matteo Soragna, Denis Marconato, Marco Mordente, Andrea Bargnani, Andrea Crosariol, Massimo Bulleri, Fabio Di Bella, Luigi Datome, Angelo Gigli